# Jason McCarthy
Jason Sean McCarthy (Londra, 8 febbraio 1995) è un calciatore inglese, difensore del Wycombe.

## Caratteristiche tecniche
É un terzino destro.

## Carriera
Dopo aver giocato per dodici stagioni consecutive nel settore giovanile del Southampton nella stagione 2014-2015 viene aggregato alla prima squadra dei Saints, con cui il 26 dicembre 2014, all'età di 19 anni, fa il suo esordio tra i professionisti giocando gli ultimi tre minuti della partita della prima divisione inglese vinta per 1-0 sul campo del Crystal Palace: resta di fatto anche la sua unica presenza in incontri ufficiali con la prima squadra del Southampton, visto che nell'ottobre del 2015 viene ceduto in prestito (inizialmente fino al febbraio del 2016 e successivamente fino al termine della stagione 2015-2016) al Wycombe, in quarta divisione: qui gioca stabilmente da titolare, giocando 35 partite di campionato e segnandovi anche le sue prime 2 reti in carriera tra i professionisti. Nell'estate del 2016 viene nuovamente ceduto in prestito, questa volta al Walsall, in terza divisione: anche in questa circostanza il prestito era inizialmente previsto solo per la prima metà della stagione, e solo in un secondo momento è stato esteso fino al termine della stagione stessa; McCarthy con i Saddlers gioca tutte e 46 le partite di campionato, segnandovi anche 5 reti e, grazie al suo ottimo rendimento, venendo votato dai tifosi del club come Player of the season.
Il 13 giugno 2017 viene ceduto a titolo definitivo al Barnsley, club di seconda divisione, con cui firma un contratto triennale; dopo una sola stagione, nella quale gioca 21 partite di campionato senza mai segnare, il 9 agosto 2018 viene ceduto a titolo definitivo in terza divisione al Wycombe, con cui firma un altro contratto triennale. Nella stagione 2018-2019 gioca 44 partite in terza divisione, per poi il 30 giugno 2019 venire ceduto a titolo definitivo (ancora una volta con un contratto triennale) ai londinesi del Millwall, in seconda divisione; qui trova però poco spazio, tanto che il 18 gennaio 2020, dopo sole 2 partite giocate, viene ceduto in prestito fino al termine della stagione 2019-2020 al Wycombe, con cui segna un gol in 9 partite conquistando anche una promozione in seconda divisione, categoria in cui nella stagione 2020-2021 gioca proprio con il Wycombe, che nell'estate del 2020 lo acquista a titolo definitivo dal Millwall: dopo una sola stagione, in cui segna 2 gol in 24 presenze, il club retrocede in terza divisione, categoria in cui McCarthy continua a giocare anche nelle stagioni successive.